# Meskalin
Meskalin (též mescalin nebo mezkalin; systematický název 2-(3,4,5-trimethoxyfenyl)ethanamin) je psychoaktivní droga ze skupiny alkaloidů, která se vyskytuje např. v rostlině peyotl (Lophophora williamsii) či v kaktusu San Pedro (Trichocereus pachanoi). Meskalin je zakázaná látka.

## Historie
Peyotl, rostlina obsahující meskalin, byl a je tradičně užíván indiány, původními obyvateli Ameriky, a to prokazatelně již před 3 000–5 000 lety.[zdroj?] Halucinace považovali za cestu k porozumění světa. První zprávy o halucinogenních účincích peyotlu podal Evropanům misionář Fray Bernardino Sahagun v 16. století. Posléze se katolíci snažili užívání meskalinu vykořenit, protože to považovali za pohanský zvyk. Přesto však mezi Indiány užívání peyotlu nezaniklo. Od 50. a 60. let se dostaly informace o účincích meskalinu do různých knih a došlo ke vzestupu užívání této látky např. na univerzitních kampusech. Meskalin byl postupně zakázán, nicméně vedou se spory o tom, zda se zákaz vztahuje i na medicinální užití mezi Indiány.

## Užívání

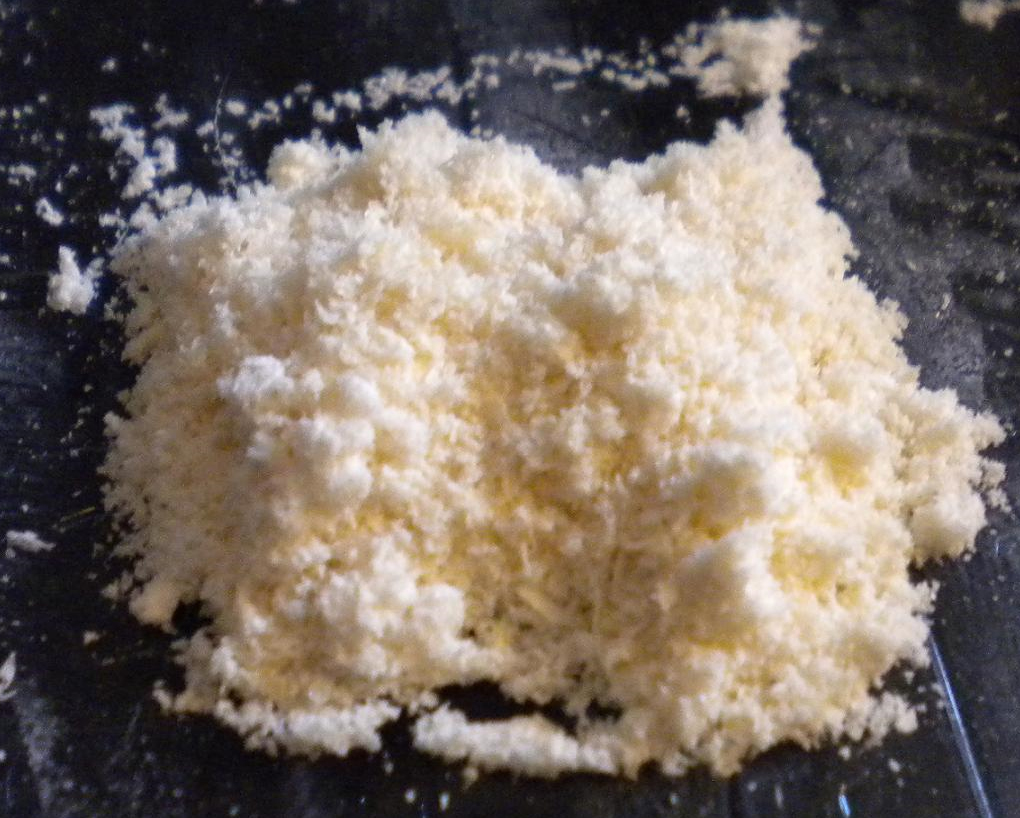
Meskalinový extrakt z kaktusů

Neexistují oficiální lékařské důvody pro užívání meskalinu,[zdroj?] ačkoliv probíhaly jisté vědecké studie. Jeho zneužití jakožto omamné látky je velmi vzácné i z toho důvodu, že izolace z peyotlu by byla velmi drahá. Účinná dávka je nízká, 0,03–0,1 g meskalinu. Přípravky, které jsou na ulicích prodávány jako „meskalin“, většinou obsahují jen velmi málo této látky a zpravidla jsou na bázi PCP, LSD nebo MDMA.[zdroj?] Peyotl však stále užívají Huičolové a Tarahumarové.

## Účinky
Meskalin se váže na 5-HT2A serotoninový receptor a aktivuje ho. Prvním efektem na tělo je často intenzívní bolest břicha a nevolnost. Po 30–60 minutách nastupují první halucinogenní účinky, které následně trvají až 10–12 hodin, ale nejsilnější účinky se projevují během prvních dvou hodin. Meskalin, podobně jako další halucinogeny, způsobuje intenzivní vnímání smyslů, prohloubení citů a jejich nestabilitu (stavy smíchu střídané návaly strachu). Tzv. trip, tedy halucinogenní prožitek, však může mít i celkově nepříjemný průběh. Předávkování meskalinem je vzácné. Dlouhodobé užívání halucinogenů může vyvolávat přetrvávající psychózu.[zdroj?]